# Krasnopol (gemeente)
De gemeente Krasnopol, (Litouws: Krasnapolio valsčius) is een landgemeente in het Poolse woiwodschap Podlachië, in powiat Sejneński.
De zetel van de gemeente is in Krasnopol.
Op 30 juni 2004 telde de gemeente 3941 inwoners.

## Oppervlakte gegevens
In 2002 bedroeg de totale oppervlakte van gemeente Krasnopol 171,63 km², waarvan:
- agrarisch gebied: 65%
- bossen: 21%

De gemeente beslaat 20,05% van de totale oppervlakte van de powiat.

## Demografie
Stand op 30 juni 2004:
| Omschrijving                   | Totaal | Totaal | Vrouwen | Vrouwen | Mannen | Mannen |
| ------------------------------ | ------ | ------ | ------- | ------- | ------ | ------ |
| eenheid                        | aantal | %      | aantal  | %       | aantal | %      |
| inwoners                       | 3941   | 100    | 1943    | 49,3    | 1998   | 50,7   |
| bevolkingsdichtheid (inw./km²) | 23     | 23     | 11,3    | 11,3    | 11,6   | 11,6   |

In 2002 bedroeg het gemiddelde inkomen per inwoner 1289,16 zł.

## Plaatsen
Aleksandrowo, Buda Ruska, Czarna Buchta, Czerwony Krzyż, Głuszyn, Gremzdel, Gremzdy Polskie, Jegliniec, Jeglówek, Jeziorki, Krasne, Krasnopol, Królówek, Krucieniszki, Linówek, Łopuchowo, Maćkowa Ruda, Michnowce, Mikołajewo, Murowany Most, Nowa Żubrówka, Nowe Boksze, Orlinek, Pawłówka, Piotrowa Dąbrowa, Rudawka, Rutka Pachuckich, Ryżówka, Skustele, Smolany Dąb, Stabieńszczyzna, Stara Żubrówka, Teklinowo, Wysoka Góra, Żłobin, Żubronajcie.

## Aangrenzende gemeenten
Giby, Nowinka, Puńsk, Sejny, Suwałki, Szypliszki
- Gemeinsame Normdatei: 1048159906
- Virtual International Authority File: 306374506